# Bill Masterton Memorial Trophy
Bill Masterton Memorial Trophy – nagroda indywidualna przyznawana od 1968 roku na koniec każdego sezonu rozgrywek National Hockey League zawodnikowi, który wykazywał się największą wytrwałością, największym poświęceniem dyscyplinie, a także stanowił przykład uczciwej gry. Trofeum zostało nazwane na cześć Billa Mastertona, zawodnika Minnesota North Stars, który zginął na skutek doznania urazu głowy podczas meczu NHL, rozgrywanego 13 stycznia 1968 r. przeciwko California Golden Seals. Trofeum przyznawane jest przez Professional Hockey Writers' Association w drodze głosowania, do którego każda drużyna zgłasza jednego zawodnika. Tradycyjnie nagradzane są często osoby, które w danym sezonie wróciły do gry po poważnej kontuzji lub chorobie.

## Lista nagrodzonych
- 2021 –  Oskar Lindblom, Philadelphia Flyers
- 2020 –  Bobby Ryan, Ottawa Senators
- 2019 –  Robin Lehner, New York Islanders
- 2018 –  Brian Boyle, New Jersey Devils
- 2017 –  Craig Anderson, Ottawa Senators
- 2016 –  Jaromír Jágr, Florida Panthers
- 2015 –  Devan Dubnyk, Minnesota Wild
- 2014 –  Dominic Moore, New York Rangers
- 2013 –  Josh Harding, Minnesota Wild
- 2012 –  Max Pacioretty, Montreal Canadiens
- 2011 –  Ian Laperriere, Philadelphia Flyers
- 2010 –  José Théodore, Washington Capitals
- 2009 –  Steve Sullivan, Nashville Predators
- 2008 –  Jason Blake, Toronto Maple Leafs
- 2007 –  Phil Kessel, Boston Bruins
- 2006 –  Teemu Selänne, Anaheim Ducks
- 2005 – nie przyznano z powodu lockoutu
- 2004 –  Bryan Berard, Chicago Blackhawks
- 2003 –  Steve Yzerman, Detroit Red Wings
- 2002 –  Saku Koivu, Montreal Canadiens
- 2001 –  Adam Graves, New York Rangers
- 2000 –  Ken Daneyko, New Jersey Devils
- 1999 –  John Cullen, Tampa Bay Lightning
- 1998 –  Jamie McLennan, St. Louis Blues
- 1997 –  Tony Granato, San Jose Sharks
- 1996 –  Gary Roberts, Calgary Flames
- 1995 –  Pat LaFontaine, Buffalo Sabres
- 1994 –  Cam Neely, Boston Bruins
- 1993 –  Mario Lemieux, Pittsburgh Penguins
- 1992 –  Mark Fitzpatrick, New York Islanders
- 1991 –  Dave Taylor, Los Angeles Kings
- 1990 –  Gord Kluzak, Boston Bruins
- 1989 –  Tim Kerr, Philadelphia Flyers
- 1988 –  Bob Bourne, Los Angeles Kings
- 1987 –  Doug Jarvis, Hartford Whalers
- 1986 –  Charlie Simmer, Boston Bruins
- 1985 –  Anders Hedberg, New York Rangers
- 1984 –  Brad Park, Detroit Red Wings
- 1983 –  Lanny McDonald, Calgary Flames
- 1982 –  Glenn Resch, Colorado Rockies
- 1981 –  Blake Dunlop, St. Louis Blues
- 1980 –  Al MacAdam, Minnesota North Stars
- 1979 –  Serge Savard, Montreal Canadiens
- 1978 –  Butch Goring, Los Angeles Kings
- 1977 –  Ed Westfall, New York Islanders
- 1976 –  Rod Gilbert, New York Rangers
- 1975 –  Don Luce, Buffalo Sabres
- 1974 –  Henri Richard, Montreal Canadiens
- 1973 –  Lowell MacDonald, Pittsburgh Penguins
- 1972 –  Bobby Clarke, Philadelphia Flyers
- 1971 –  Jean Ratelle, New York Rangers
- 1970 –  Pit Martin, Chicago Black Hawks
- 1969 –  Ted Hampson, Oakland Seals
- 1968 –  Claude Provost, Montreal Canadiens